# Faccia (geometria)

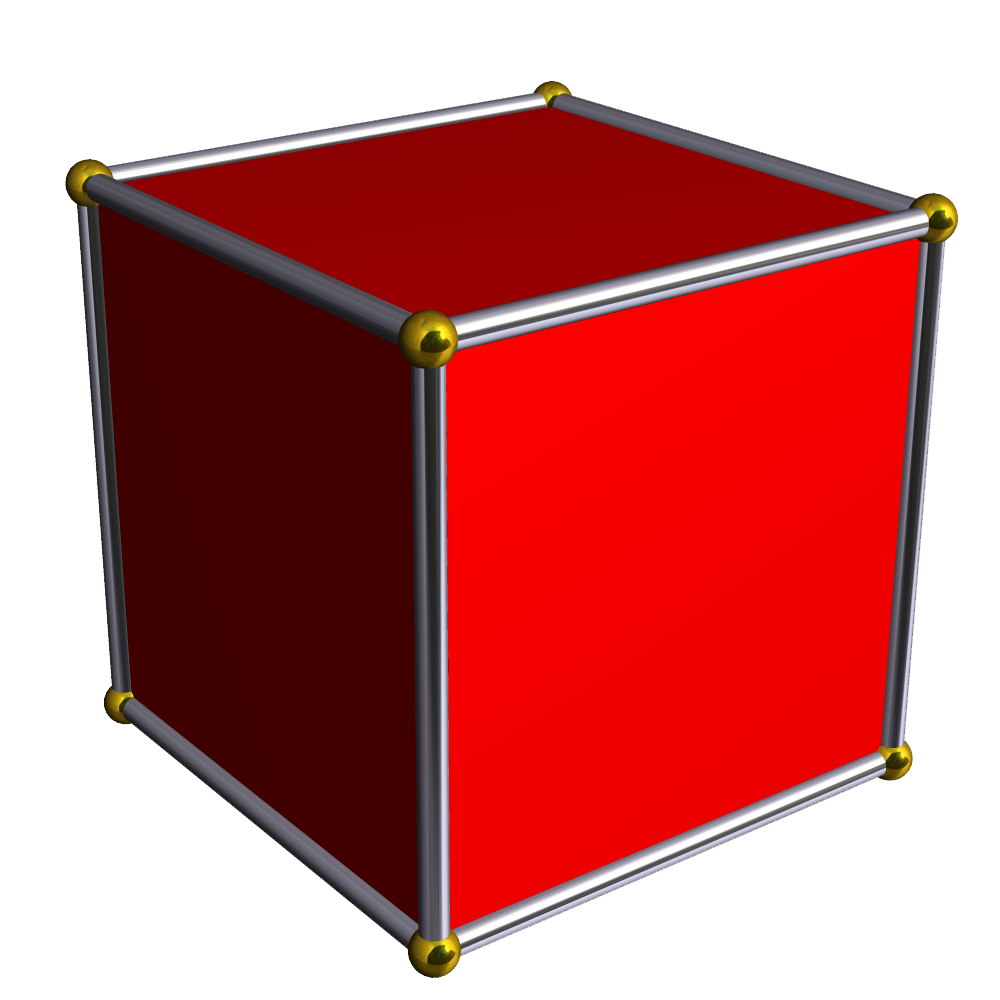
Il cubo ha 6 facce quadrate: tre di queste sono adiacenti ad ogni vertice.

In geometria, una faccia di un poliedro è uno dei poligoni che compongono il suo bordo o più semplicemente i poligoni che delimitano il poliedro. Ad esempio, il cubo ha sei facce: queste sono i sei quadrati che compongono il suo bordo.
Assieme ai vertici e agli spigoli, le facce sono una componente fondamentale di un poliedro: il suffisso -edro è infatti derivato dal greco hedra che vuol dire proprio faccia.

## Relazione di Eulero
Il numero di facce, spigoli e vertici di un poliedro convesso formano tre quantità {\displaystyle F,S} e {\displaystyle V} che sono in relazione tramite la formula di Eulero
{\displaystyle V-S+F=2.}
Ad esempio, il cubo ha 8 vertici, 12 spigoli e 6 facce. Infatti 8-12+6 = 2.

## Generalizzazioni
Il concetto di faccia può essere esteso ad un politopo di dimensione arbitraria {\displaystyle n}. Un qualsiasi politopo di dimensione inferiore {\displaystyle k<n} che compone il bordo è una faccia: si tratta di una faccia {\displaystyle k}-dimensionale. In questa ottica, vertici e spigoli sono rispettivamente le facce 0-dimensionali e 1-dimensionali.
Se il politopo è convesso, le facce sono esattamente le intersezioni del politopo con gli iperpiani che intersecano il politopo solo nel suo bordo.